# Cẩm Thủy (phường)
Cẩm Thủy là phường thuộc khu vực trung tâm thuộc phía Nam thành phố Cẩm Phả, tỉnh Quảng Ninh. Tổng diện tích đất tự nhiên là 2,79 km². Phường Cẩm Thủy cùng các phường Cẩm Trung, Cẩm Thành, Cẩm Bình, Cẩm Đông và Cẩm Tây đều thuộc khu vực trung tâm thành phố.

## Địa lý
Diện tích phường Cẩm Thủy đạt 2.79 km², là một phường diện tích nhỏ nhưng có tầm quan trọng của thành phố Cẩm Phả. Phía Bắc phường giáp xã Dương Huy, phía Đông giáp phường Cẩm Trung, phía Tây giáp phường Cẩm Thạch, phía Nam là vịnh Bái Tử Long.
Dân số Cẩm Thủy hơn 14.000 người, mật độ dân số đạt 5018 người/km². Trên địa bàn phường Cẩm Thủy gồm 8 dân tộc, chiếm đa số là người Kinh, chiếm thiếu số là những người Sán Dìu, Hoa, Tày, Thái, Dao, Mường, Nùng.
Cẩm Thủy có nhiều công trình, cơ quan, trường học và khu thương mại. Đường Trần Phú và đường Lê Thanh Nghị, hai con đường nối thẳng đến Quốc lộ 18, đều chạy ngang qua Cẩm Thủy. Địa bàn phường nằm dọc trên đường Nguyễn Văn Trỗi, khiến đường này trở thành con đường chính của phường.